# 호시조라 미사키
호시조라 미사키(일본어: 星空 美咲 ほしぞら みさき[*], 3월 25일 - )는 다카라즈카 가극단 하나구미에 소속되어 있는 여역이다.
가나가와현 가마쿠라시 출신, 요코하마 후타바고등학교 출신이다. 키 164cm, 애칭 "미사키(みさき)"이다.

## 약력
2017년, 다카라즈카 음악학교에 입학.
2019년, 다카라즈카 가극단 105기생으로 입단. 소라구미 공연 「오션스 11」으로 초무대. 그 후, 하나구미에 배속.
전 츠키구미 톱여역 마나키 레이카와 닮은 분위기로 주목받으며, 2021년 「PRINCE OF ROSES」로 바우홀 공연 첫 히로인. 입단 2년차 때의 일이고, 105기 중 첫 히로인 등장이었다.
2021년 「긴짱의 사랑」 (KAAT카나가와예술극장ㆍ드라마시티 공연)으로 동상 공연 첫 히로인.
2022년 「겨울 안개의 파리」 (드라마시티ㆍ도쿄건물 Brillia HALL)으로 2번째 동상 공연 히로인.

## 주요 무대
| 기간 (월) | 소속 | 제목                                   | 공연장                                 | 배역                               | 비고               |
| --------- | ---- | -------------------------------------- | -------------------------------------- | ---------------------------------- | ------------------ |
| 2019년    |      |                                        |                                        |                                    |                    |
| 4 - 5     | 소라 | 오션스 11                              | 다카라즈카 대극장                      |                                    | 초무대             |
| 8 - 11    | 하나 | A Fairy Tale -푸른 장미의 정령-        | 다카라즈카 대극장 도쿄 다카라즈카 극장 | 샤롯트 어린 시절 (11살) (신인공연) | 본역 : 미하네 아이 |
| 8 - 11    | 하나 | 샤름!                                  | 다카라즈카 대극장 도쿄 다카라즈카 극장 |                                    |                    |
| 2020년    |      |                                        |                                        |                                    |                    |
| 1         | 하나 | DANCE OLYMPIA                          | 도쿄국제포럼                           |                                    |                    |
| 7 - 11    | 하나 | 하이카라씨가 지나간다                  | 다카라즈카 대극장 도쿄 다카라즈카 극장 |                                    |                    |
| 2021년    |      |                                        |                                        |                                    |                    |
| 1 - 2     | 하나 | PRINCE OF ROSES -왕관에 이끌린 사나이- | 바우홀                                 | 이자벨라                           | 바우 첫 히로인     |
| 4 - 7     | 하나 | 아우구스투스 -존엄한 자-               | 다카라즈카 대극장 도쿄 다카라즈카 극장 |                                    |                    |
| 4 - 7     | 하나 | Cool Beast!!                           | 다카라즈카 대극장 도쿄 다카라즈카 극장 |                                    |                    |
| 8 - 9     | 하나 | 긴짱의 사랑                            | KAAT카나가와예술극장 드라마시티        | 미즈하라 코나츠                    | 동상 첫 히로인     |
| 11 - 12   | 하나 | 겐로쿠 바로쿠롯크                      | 다카라즈카 대극장                      | 츠바키 리쿠 (신인공연)             | 본역 : 카가 리리카 |
| 11 - 12   | 하나 | The Fascination!                       | 다카라즈카 대극장                      |                                    |                    |
| 2022년    |      |                                        |                                        |                                    |                    |
| 1 - 2     | 하나 | 겐로쿠 바로쿠롯크                      | 도쿄 다카라즈카 극장                   | 츠바키                             |                    |
| 1 - 2     | 하나 | The Fascination!                       | 도쿄 다카라즈카 극장                   |                                    |                    |
| 3 - 4     | 하나 | 겨울 안개의 파리                       | 드라마시티 도쿄건물 Brillia HALL       | 앙그르                             | 동상 히로인        |
| 6 - 9     | 하나 | 순례의 해 ~리스트 펠렌츠, 영혼의 방황~ | 다카라즈카 대극장 도쿄 다카라즈카 극장 |                                    |                    |
| 6 - 9     | 하나 | Fashionable Empire                     | 다카라즈카 대극장 도쿄 다카라즈카 극장 |                                    |                    |

## 출연 이벤트
- 2019년 12월, 다카라즈카 가극단 스페셜 2019 『Beautiful Harmony』 (코러스)